# Золотая лань

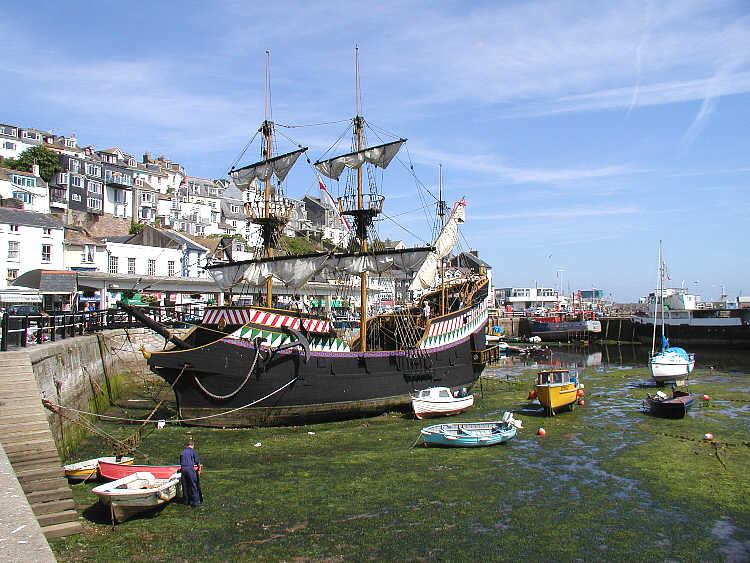
Современная копия галеона «Золотая лань» в Бриксхэме

«Золота́я лань» (англ. Golden Hind) — небольшой английский галеон, который между 1577 и 1580 годами обогнул Земной шар. Это был второй в истории корабль, вернувшийся из кругосветного плавания после магеллановской каракки «Виктория». Капитаном судна был сэр Френсис Дрейк.
Кругосветное плавание «Золотой лани» продолжалось 2 года, 10 месяцев и 11 дней. Первоначально это трёхмачтовое флагманское судно называлось «Пеликан». Его длина составляла всего 36,5 метров, ширина — 6,7 метров, водоизмещение — не более 150 тонн. Галеон был оснащён 22 пушками.
«Пеликан» оказался единственным из шести кораблей Дрейка, пробившимся через пролив Дрейка. По выходе в Тихий океан Дрейк переименовал его в честь своего придворного покровителя — лорда-канцлера Кристофера Хаттона, на гербе которого была изображена золотая лань; по другой версии — за прекрасные мореходные качества судна, которые позволили оторваться от погони. 
В 1973 году британские кораблестроители изготовили точную копию «Золотой лани», которая через четыре столетия после Дрейка повторила маршрут своей знаменитой предшественницы. В общей сложности новая «Золотая лань» прошла путь в 225 000 км. С 1996 года она находится на вечной стоянке в лондонском районе Саутварк на южном берегу Темзы. Используется как музей: на судне можно увидеть школьников, переодетых моряками эпохи Тюдоров. Данный новодел так же снимался в сериале "Сёгун" (1980) с Ричардом Чемберленом в главной роли.Специально для этой миссии галеон прибыл в 1979 году в Японию
Другая копия «Золотой лани» с 1963 года пришвартована в гавани города Бриксхэм в Девоншире.
Изображение «Золотой лани» помещалось на британской разменной монете достоинством в 1/2 пенни 1937—1970 гг. чеканки.